# Coyote (Comiczeichner)

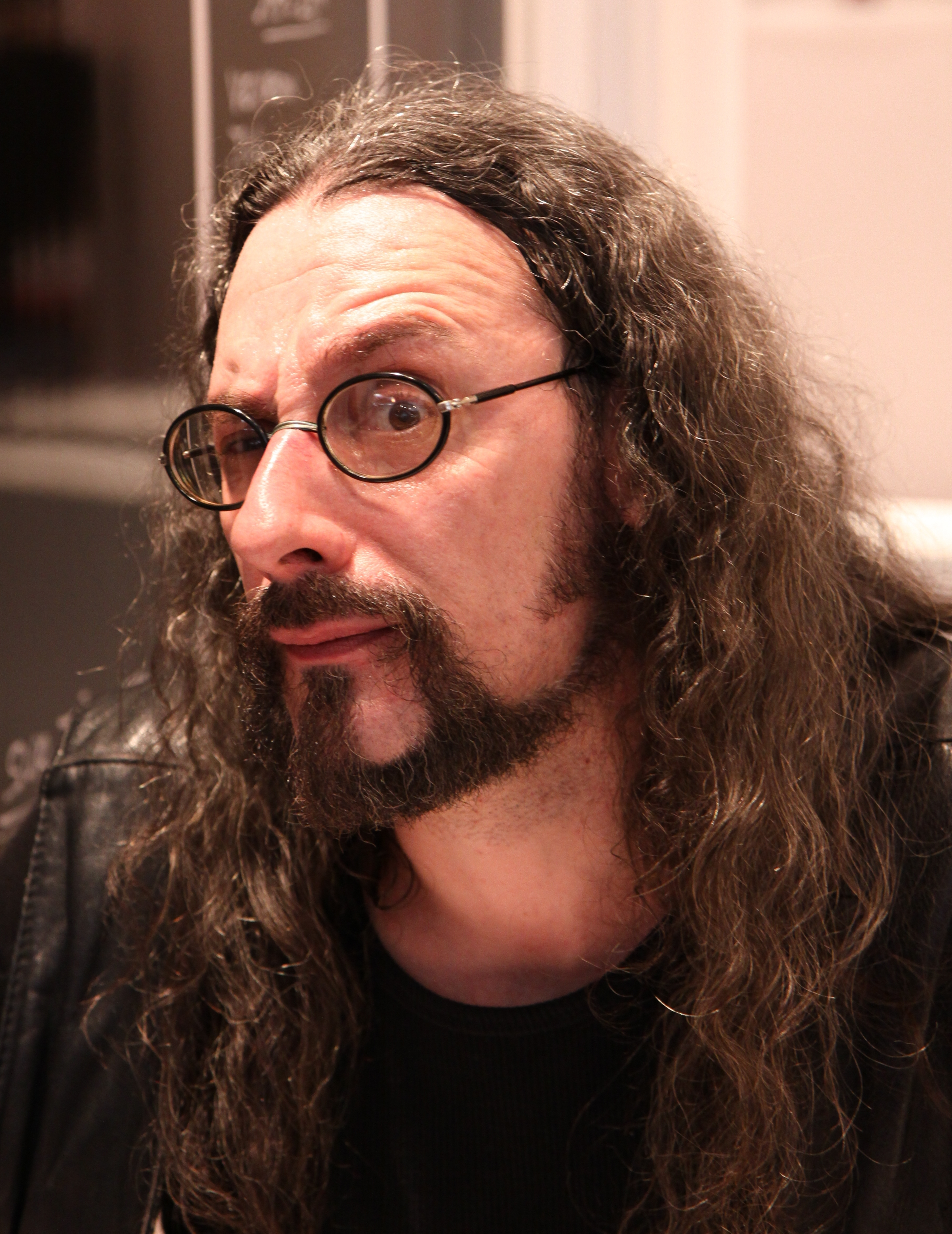
Coyote (2010)

Coyote (* 9. Oktober 1962 in Rodez; † 9. August 2015 in Toulouse) war ein französischer Comiczeichner und Autor. Er war Verfasser mehrerer humoristischer Comics. Coyote war der Rockerszene angehörig, was sich auch in seinem Schaffen widerspiegelt.

## Leben und Werk
Coyote, der in der Öffentlichkeit nicht unter seinem bürgerlichen Namen auftrat, war schon seit Kindesbeinen ein Motorrad-Fan. In den späten 1980ern illustrierte er für verschiedene Motorrad- und Comiczeitschriften und erschuf dabei den Rocker Mammouth, der zusammen mit seiner Ratte Piston Bestandteil der Serie Mammouth & Piston ist. Ein frühes Comicwerk erschien 1989 in einem Band mit Comics anderer Künstler, unter anderem Frank Margerin.
Im Jahr 1990 begann Coyote für das Comicmagazin Fluide Glacial zu arbeiten. Während er dort erst die Figur des Clochards Bebert einführte, erschienen 1991 die ersten Seiten von Litteul Kevin, einem Comic über den Sohn eines Rockers, benannt nach Coyotes eigenem Sohn. Dies wurde in der Folge zu Coyotes erfolgreichster Kreation, die mehrere Comic-Alben nach sich zog. So erschien im Jahr 2013 der zehnte Band der Serie. Auf Deutsch wurden unter dem Namen Littel Kevin zwei Alben im Alpha Comic Verlag veröffentlicht.
Ein weiteres Werk von Coyote ist die 2006 gestartete Serie Les voisins du 109, die er zusammen mit Nini Bombardier schrieb. Auf Deutsch erschien ein Band unter dem Titel Die Nachbarn bei Ehapa.